# Utilisation des antibiotiques en agriculture
L’utilisation des antibiotiques en agriculture concerne un nombre limité d'antibiotiques qui sont  autorisés dans certains pays pour lutter contre certaines maladies bactériennes des plantes. C'est le cas en particulier de la streptomycine qui s'est révélée très efficace dans la lutte contre le feu bactérien causé par Erwinia amylovora, notamment chez les pommiers et poiriers.
Cette utilisation est marginale comparée à l'usage des antibiotiques en élevage. À titre d'exemple aux États-Unis en 2009, la quantité d'antibiotiques utilisées dans les vergers n'a représenté que 0,12 % de la quantité totale d'antibiotiques administrés aux animaux d'élevage.

## Antibiotiques utilisés en agriculture (hors élevage)

### Oxytétracycline
L'oxytétracycline est utilisée aux États-Unis, au Mexique et en Amérique centrale.
Aux États-Unis, on l'emploie principalement pour lutter contre le feu bactérien des pommiers et poiriers dans les zones où Erwinia amylovora manifeste une résistance à la streptomycine, mais aussi contre la maladie des taches bactérienne due à Xanthomonas arboricola pv. pruni qui affecte surtout les pêchers et nectariniers.
Au Mexique et en Amérique centrale, on l'emploie également contre le feu bactérien des pommiers et également contre diverses maladies bactériennes causées par Pectobacterium spp., Pseudomonas spp. et Xanthomonas spp. sur différentes cultures.
L'oxytétracycline peut être injectée dans le tronc des palmiers pour lutter contre la maladie du jaunissement mortel du palmier, mais cet usage qui est onéreux est peu fréquent et réservé à des végétaux de valeur (plantes ornementale).

### Acide oxolinique
L'acide oxolinique est utilisé seulement en Israël pour lutter contre le feu bactérien du poirier et des espèces apparentées, en particulier dans les zones où Erwinia amylovora est devenue résistante à la streptomycine.

### Gentamicine
La gentamicine est employée au Mexique pour lutter contre le feu bactérien des pommiers et poiriers. On l'utilise également, au Mexique, au Chili et dans divers pays d'Amérique centrale, contre plusieurs maladies bactériennes des plantes maraîchères dues à des espèces de Pectobacterium spp., Pseudomonas spp., Ralstonia spp. et Xanthomonas spp.
Cet antibiotique n'a pas été autorisé aux États-Unis du fait de son importance en médecine humaine.